# Sant Pere de Palau-sator
Sant Pere de Palau-sator és una església romànica situada al municipi de Palau-sator, al Baix Empordà. És un monument protegit i inventariat dins el Patrimoni Arquitectònic Català.
Està situada fora de l'antic nucli fortificat de la població, a la banda de migdia. És un edifici d'una nau amb capelles laterals i absis semicircular. La façana principal està situada a ponent; s'hi obre una porta d'accés, amb dos arcs de mig punt, sense llinda ni timpà. Al centre d'aquesta façana hi ha una petita obertura d'arc de mig punt, de doble esqueixada. La nau es cobreix amb volta apuntada.
El temple conserva vestigis de la seva fortificació; a la banda de migdia hi ha un mur sobrepujat amb espitlleres.
L'edifici va ser bastit al final del període romànic, al tombant dels segles xii i xiii. D'època posterior són les capelles laterals, el cor i les sagristies (segles XVI-XVII). El temple va ser restaurat el 1943, segons consta a la placa que hi ha al costat de la porta d'accés.